# Not Bad for No Tour
Not Bad for No Tour és un EP promocional de la banda estatunidenca de rock alternatiu R.E.M.. Es va publicar l'any 2001, coincidint força en el temps amb la publicació de l'àlbum d'estudi de Reveal. Conté l'àudio de sis cançons, quatre de les quals van aparèixer també en l'edició original de Reveal, i també sis vídeos de les cançons, cinc de els quals de les interpretacions en directe.

## Llista de cançons
Àudio
| Núm. | Títol                                                                                                | Durada |
| ---- | --- | ------ |
| 1.   | «All The Way To Reno» (edit)                                                                         |        |
| 2.   | «All The Way To Reno» (en directe al Museum of Television and Radio, Nova York, 18 de maig de 2001)  |        |
| 3.   | «She Just Wants To Be» (en directe al Museum of Television and Radio, Nova York, 18 de maig de 2001) |        |
| 4.   | «The One I Love» (en directe al MMM, Sydney, 1 de juny de 2001)                                      |        |
| 5.   | «So. Central Rain» (en directe al France Inter, Studio 104, París, 7 de maig de 2001)                |        |
| 6.   | «Beat A Drum» (en directe al Museum of Television and Radio, Los Angeles, 8 de juny de 2001)         |        |

Vídeo
| Núm. | Títol | Durada |
| ---- | --- | ------ |
| 1.   | «All The Way To Reno» (filmat al Bishop Ford High School, Nova York)                                              |        |
| 2.   | «Imitation of Life» (filmat en directe per MTV Networks Europe, Colònia, 12 de maig de 2001)                      |        |
| 3.   | «Losing My Religion» (enregistrat al South Africa Freedom Day Concert On The Square, Londres, 29 d'abril de 2001) |        |
| 4.   | «Find The River» (filmat per MTV Unplugged, Nova York, 21 de maig de 2001)                                        |        |
| 5.   | «I've Been High» (filmat per Channel V. "By Demand", Sydney, 31 de maig de 2001)                                  |        |
| 6.   | «The Lifting» (filmat per MuchMusic, Toronto, 17 de maig de 2001)                                                 |        |

El vídeo consisteix en sis cançons en format QuickTime i amb introducció de Michael Moore.